# Лысогорское сельское поселение
Лысогорское се́льское поселе́ние — муниципальное образование в Куйбышевском районе Ростовской области Российской Федерации.
Административный центр — село Лысогорка.

## История
Статус и границы сельского поселения установлены Законом Ростовской области от 19 ноября 2004 года № 195-ЗС «Об установлении границ и наделении соответствующим статусом муниципального образования "Куйбышевский район" и муниципальных образований в его составе».

## Состав сельского поселения
| № | Населённый пункт | Тип населённого пункта       | Население |
| - | ---------------- | ---------------------------- | --------- |
| 1 | Крюково          | хутор                        | 859       |
| 2 | Лысогорка        | село, административный центр | 1318      |
| 3 | Новиковка        | село                         | 490       |
| 4 | Новоспасовка     | село                         | 198       |
| 5 | Решетовка        | хутор                        | 19        |
| 6 | Русско-Сидоровка | хутор                        | 184       |

## Население
| 2010  | 2012  | 2013  | 2014  | 2015  | 2016  | 2017  |
| ----- | ----- | ----- | ----- | ----- | ----- | ----- |
| 2884  | ↘2851 | ↘2836 | ↘2818 | ↗2823 | ↘2783 | ↘2766 |
| 2018  | 2019  | 2020  | 2021  |       |       |       |
| ↘2719 | ↘2681 | ↘2639 | ↗2764 |       |       |       |